# 波多黎各凤头蟾蜍
波多黎各凤头蟾蜍，地球上濒临灭绝的珍稀物种之一。它与其它蟾蜍类生活习性一样，喜隐蔽于泥穴潮湿地带，白天隐蔽，夜晚出来活动。目前这个物种尚存2400只。

## 保护
美国鱼类和野生动物管理局，自然和环境资源部，以及美国动物园和水族馆协会共同创建了由美国动物园和水族馆协会运营的圈养繁殖计划。2013年，该集团在三个地点发布了71,000只蝌蚪和520只蟾蜍。在过去的二十年里，该组织已经释放了26万只蝌蚪。